# 엔도 야스코
엔도 야스코(遠藤康子, 1968년 10월 21일 ~ 1986년 3월 30일)는 17세에 자살하여 아이돌 가수 데뷔가 좌절된 일본의 모델이자 배우였다. 엔도가 사망한 직후, 아이돌 가수 오카다 유키코가 선 뮤직 빌딩 옥상에서 뛰어내렸다. 엔도가 오카다의 자살의 기폭제가 된 것으로 여겨지며, 오카다와 유코 신드롬이라는 용어가 일본의 대중적인 어휘에 들어갔다.